# Вёбер, Максимилиан
Максимилиа́н Вёбер (нем. Maximilian Wöber; родился 4 февраля 1998 года в Вена, Австрия) — австрийский футболист, центральный защитник клуба «Лидс Юнайтед» и сборной Австрии. Выступает на правах аренды за клуб «Вердер». Участник чемпионата Европы 2024.

## Клубная карьера

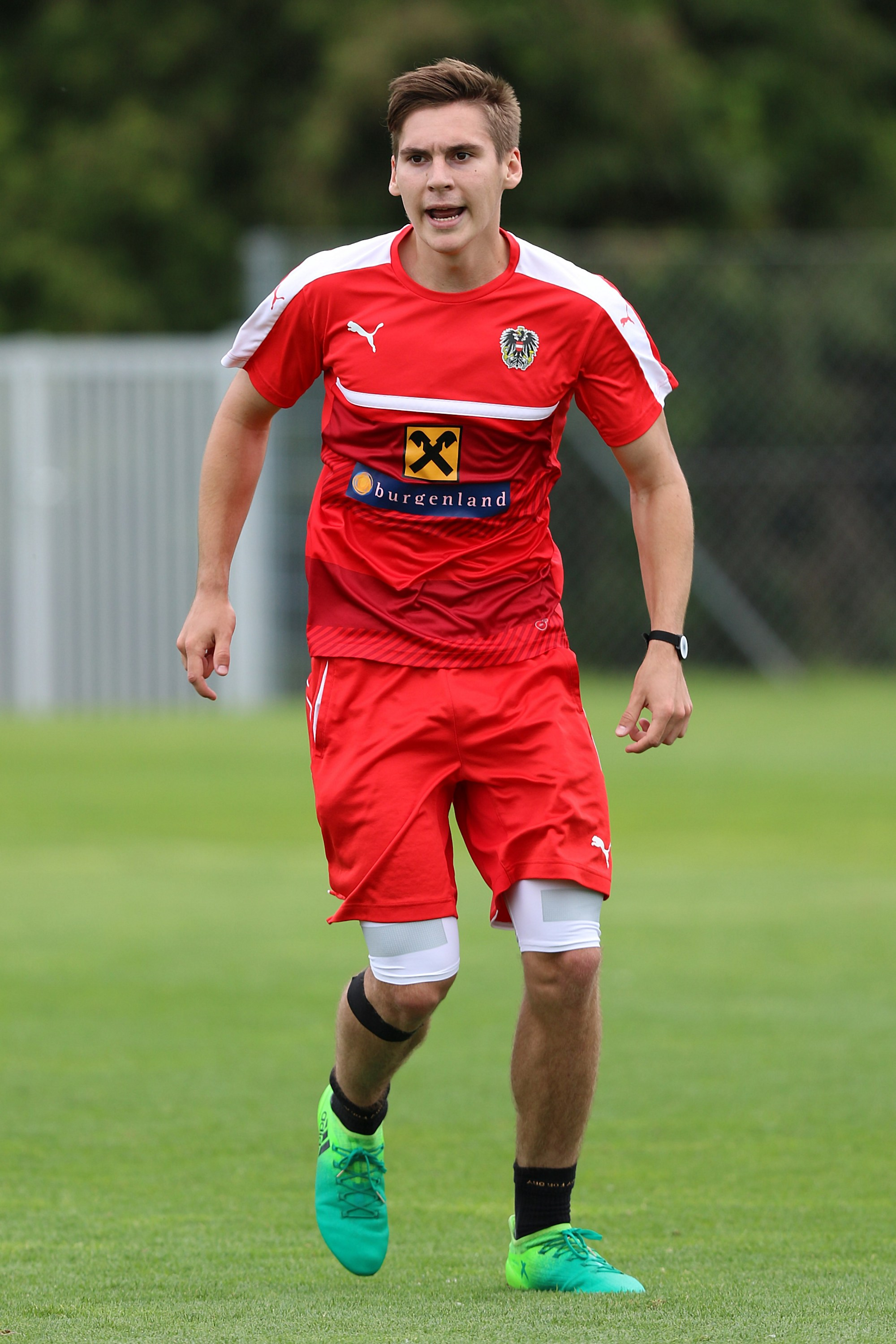
Вёбер в составе юношеской сборной Австрии

Вёбер начал профессиональную карьеру в венском «Рапиде». 25 февраля 2016 года в поединке Лиги Европы против испанской «Валенсии» Максимилиан дебютировал за основной состав. 5 августа в матче против «Парнадорфа» он дебютировал в австрийской Бундеслиге. Летом 2017 года Вёбер перешёл в амстердамский «Аякс». 27 августа в матче против «ВВВ-Венло» он дебютировал в Эредивизи. 1 октября в поединке против «Херенвена» Максимилиан забил свой первый гол за «Аякс».
11 января 2019 года «Аякс» объявил о договорённости по трансферу Вёбера в испанскую «Севилью». 16 января было объявлено, что остаток сезона он проведёт в «Севилье» на правах аренды, а в июле окончательно перейдёт в испанский клуб, который заплатит за переход € 10,5 млн. 26 января в матче против «Леванте» он дебютировал в Ла Лиге.
Летом 2019 года в поисках игровой практики Вёбер вернулся на родину, подписав контракт на 5 лет с «Ред Булл Зальцбург». Сумма трансфера составила 12 млн евро. 25 августа в матче против «Адмира Ваккер Мёдлинг» он дебютировал за новую команду. 3 октября в поединке против ЛАСК Максимилиан забил свой первый гол за «Ред Булл Зальцбург». 2 ноября в матче Лиги чемпионов против немецкого «Вольфсбурга» он отметился забитым мячом. В составе клуба Максимилиан трижды выиграл чемпионат и завоевал Кубок Австрии.
В начале 2023 года Вёбер перешёл в английский «Лидс Юнайтед», подписав контракт на четыре года. Сумма трансфера составила 11 млн евро. 8 января в поединке Кубка Англии против «Кардифф Сити» игрок дебютировал за основной состав. 13 января в матче против «Астон Виллы» он дебютировал в английской Премьер-лиге. 31 июля 2023 года Вёбер перешёл на правах аренды в «Боруссию» из Мёнхенгладбаха. В матче против «Аугсбурга» он дебютировал в немецкой Бундеслиге. 20 декабря в поединке против франкфуртского «Айнтрахта» Максимилиан забил свой первый гол за «Боруссию». По окончании аренды игрок вернулся в «Лидс Юнайтед». 24 ноября 2024 года в матче против «Суонси Сити» он дебютировал в Чемпионшипе. 7 декабря в поединке против «Дерби Каунти» Миксимилиан забил свой первый гол за «Лидс Юнайтед». 

## Международная карьера
В 2015 году Максимилиан попал в заявку юношеской сборной Австрии на участие в юношеском чемпионате Европы в Болгарии. На турнире он сыграл в матчах против команд Испании, Хорватии и Болгарии.
В 2016 году в составе юношеской сборной Австрии (до 19 лет) Вёбер принял участие в юношеском чемпионате Европы в Германии. На турнире он сыграл в матчах против команд Португалии, Италии и Германии.
6 октября 2017 года в отборочном матче чемпионата мира 2018 против сборной Сербии Вёбер дебютировал за сборную Австрии.
В 2024 году Вёбер принял участие в чемпиоанте Европы в Германии. На турнире он сыграл в матчах против сборных Франции, Польши и Турции.

## Достижения
Клубные
«Аякс»
- Чемпион Нидерландов: 2018/19
- Обладатель Кубка Нидерландов: 2018/19

«Ред Булл» (Зальцбург)
- Чемпион Австрии (2): 2019/20, 2020/21
- Обладатель Кубка Австрии (2): 2019/20, 2020/21

«Лидс Юнайтед»
- Победитель Чемпионшипа Английской футбольной лиги: 2024/25

## Статистика выступлений

### Клубная карьера
| Клуб                     | Сезон            | Лига | Лига | Кубок | Кубок | Европейские кубки | Европейские кубки | Итого | Итого |
| Клуб                     | Сезон            | Игры | Голы | Игры  | Голы  | Игры              | Голы              | Игры  | Голы  |
| ------------------------ | ---------------- | ---- | ---- | ----- | ----- | ----------------- | ----------------- | ----- | ----- |
| Рапид                    | 2015/16          | 0    | 0    | 0     | 0     | 1                 | 0                 | 1     | 0     |
| Рапид                    | 2016/17          | 1    | 0    | 4     | 1     | 2                 | 0                 | 17    | 1     |
| Рапид                    | 2017/18          | 5    | 1    | 1     | 0     | 0                 | 0                 | 6     | 1     |
| Рапид                    | Итого            | 16   | 1    | 5     | 1     | 3                 | 0                 | 24    | 2     |
| → Рапид II               | 2015/16          | 20   | 1    | —     | —     | —                 | —                 | 20    | 1     |
| → Рапид II               | 2016/17          | 8    | 2    | —     | —     | —                 | —                 | 8     | 2     |
| → Рапид II               | Итого            | 28   | 3    | —     | —     | —                 | —                 | 28    | 3     |
| Аякс                     | 2017/18          | 22   | 1    | 1     | 0     | 0                 | 0                 | 23    | 1     |
| Аякс                     | 2018/19          | 8    | 0    | 2     | 0     | 6                 | 0                 | 16    | 0     |
| Аякс                     | Итого            | 30   | 1    | 3     | 0     | 6                 | 0                 | 39    | 1     |
| → Йонг Аякс              | 2017/18          | 1    | 0    | —     | —     | —                 | —                 | 1     | 0     |
| → Йонг Аякс              | Итого            | 1    | 0    | —     | —     | —                 | —                 | 1     | 0     |
| Севилья                  | 2018/19          | 7    | 0    | 0     | 0     | 1                 | 0                 | 8     | 0     |
| Севилья                  | Итого            | 7    | 0    | 0     | 0     | 1                 | 0                 | 8     | 0     |
| Ред Булл Зальцбург       | 2019/20          | 24   | 0    | 3     | 0     | 7                 | 0                 | 34    | 0     |
| Ред Булл Зальцбург       | 2020/21          | 20   | 0    | 5     | 1     | 9                 | 0                 | 17    | 1     |
| Ред Булл Зальцбург       | 2021/22          | 22   | 4    | 5     | 1     | 9                 | 1                 | 36    | 3     |
| Ред Булл Зальцбург       | 2022/23          | 15   | 1    | 3     | 1     | 3                 | 0                 | 21    | 2     |
| Ред Булл Зальцбург       | Итого            | 81   | 5    | 16    | 3     | 28                | 1                 | 125   | 9     |
| Лидс Юнайтед             | 2022/23          | 16   | 0    | 3     | 0     | —                 | —                 | 19    | 0     |
| Лидс Юнайтед             | 2024/25          | 8    | 1    | 1     | 0     | —                 | —                 | 9     | 1     |
| Лидс Юнайтед             | Итого            | 24   | 1    | 4     | 0     | —                 | —                 | 28    | 1     |
| Боруссия (Мёнхенгладбах) | 2023/24          | 25   | 2    | 2     | 0     | —                 | —                 | 27    | 2     |
| Боруссия (Мёнхенгладбах) | Итого            | 25   | 2    | 2     | 0     | —                 | —                 | 27    | 2     |
| Всего за карьеру         | Всего за карьеру | 212  | 13   | 30    | 4     | 38                | 1                 | 280   | 18    |

### Список матчей за сборную
| № | Дата           | Оппонент | Счёт | Голы | Пасы | Карточки | Минуты | Соревнование             |
| - | -------------- | -------- | ---- | ---- | ---- | -------- | ------ | ------------------------ |
| 1 | 6 октября 2017 | Сербия   | 3:2  | —    | —    | 43'      | 90'    | Отбор ЧМ-2018 (группа D) |
| 2 | 9 октября 2017 | Молдова  | 1:0  | —    | —    | —        | 90'    | Отбор ЧМ-2018 (группа D) |
| 3 | 23 марта 2018  | Словения | 3:0  | —    | —    | —        | 1 '    | Товарищеский матч        |
| 4 | 21 марта 2019  | Польша   | 0:1  | —    | —    | —        | 90'    | Отбор ЧЕ-2020 (группа G) |
| 5 | 24 марта 2019  | Израиль  | 2:4  | —    | —    | —        | 60'    | Отбор ЧЕ-2020 (группа G) |

Итого: сыграно матчей: 5 / забито голов: 0; победы: 3, ничьи: 0, поражения: 2.